# Bram van Ojik

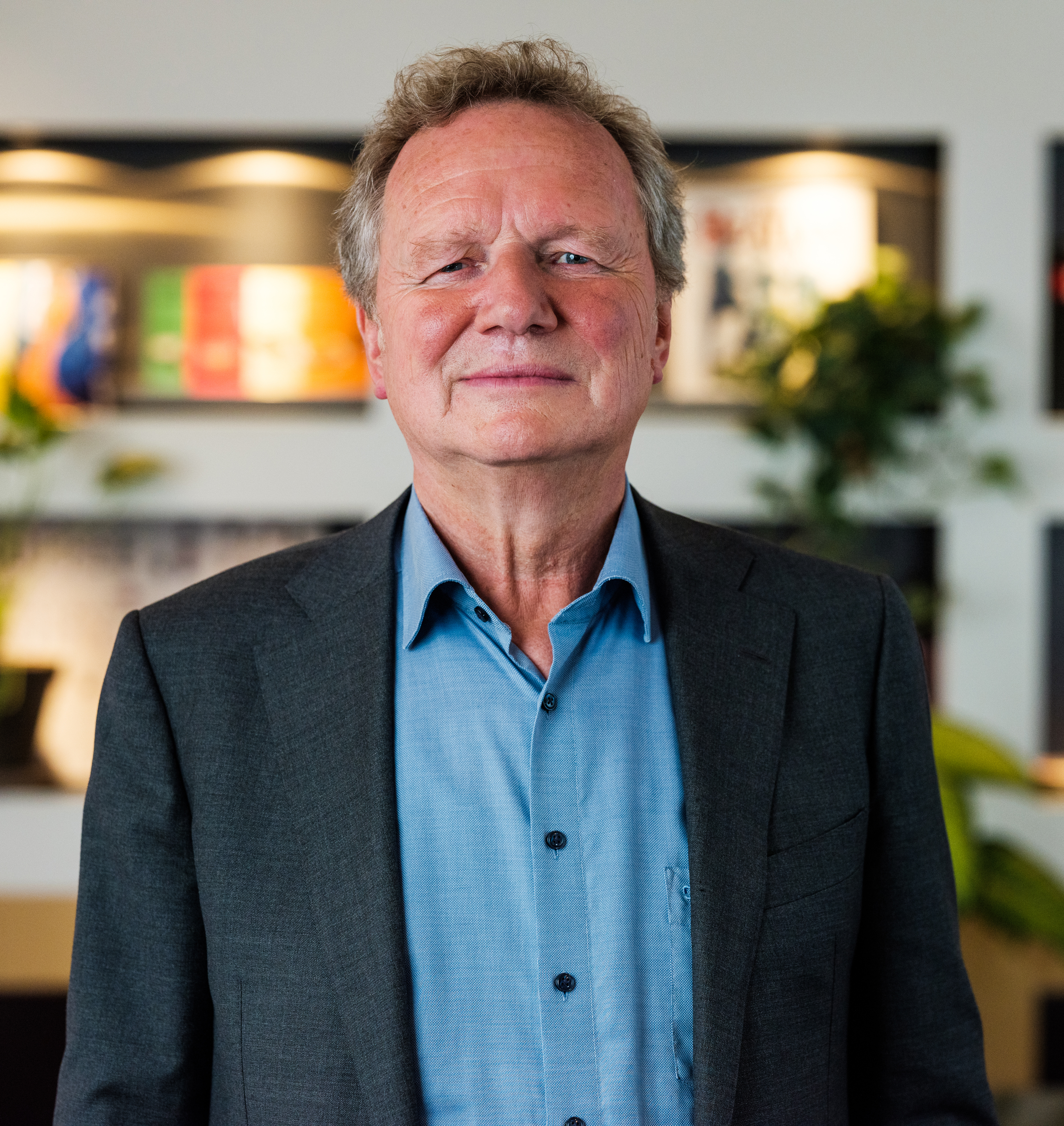
Bram van Ojik (2019)

Abraham van Ojik (* 22. September 1954 in Veenendaal) ist ein niederländischer Diplomat und Politiker der GroenLinks.

## Leben
Ojik studierte an der Vrije Universiteit Amsterdam. Vom 6. April 1988 bis zum 24. November 1990 war Ojik als Nachfolger von Janneke van der Plaat Parteivorsitzender der Politieke Partij Radikalen (PPR). Vom 21. April 1993 bis zum 17. Mai 1994, vom 20. September 2012 bis zum 20. Mai 2015 und erneut seit 23. März 2017 ist er Abgeordneter in der Zweiten Kammer der Generalstaaten für GroenLinks. Vom 1. Mai 2003 bis zum 1. August 2006 war Ojik Botschafter der Niederlande in Benin. Vom 8. Oktober 2012 bis 12. Mai 2015 war Ojik als Nachfolger von Jolande Sap Fraktionsvorsitzender der GroenLinks, ihm folgte als Fraktionsvorsitzender Jesse Klaver.
Ojik lebt mit seiner Familie in Den Haag.